# Thunderbirds
Thunderbirds è una serie televisiva britannica di fantascienza ideata nel 1964 da Gerry Anderson e da Sylvia Anderson, prodotta nel biennio 1965-1966 dalla loro casa di produzione, la AP Films (stagione 1) & Century 21 Productions (stagione 2), e trasmessa originariamente nel Regno Unito tra il 1965 e il 1966 dal network britannico Independent Television (ITV). Si tratta della quarta serie per ragazzi prodotta da Gerry Anderson e interpretata da marionette, frutto di una tecnologia chiamata Supermarionation.
La serie è composta da due stagioni per un totale di 32 episodi di 50 minuti ciascuna ed è stata distribuita anche fuori dal Regno Unito e replicata varie volte; ha ispirato diverse altre serie televisive e film. Da essa è tratto il film live action Thunderbirds del 2004.
Il 4 aprile 2015 ITV ha cominciato a trasmettere la nuova versione della serie, realizzata rimpiazzando le marionette con personaggi creati in CGI (computer grafica) ma che si muovono su set e miniature reali, realizzati in Nuova Zelanda dal Weta Workshop di Richard Taylor che è anche uno dei produttori esecutivi.

## Trama
Nel 2060, la International Rescue è un'organizzazione creata dall'ex astronauta Jeff Tracy per dare soccorso a chi si trova in grave pericolo. Utilizza mezzi tecnologicamente avanzati, i Thunderbirds, pilotati dai suoi cinque figli: Scott (Thunderbird 1), Virgil (Thunderbird 2), Alan (Thunderbird 3), Gordon (Thunderbird 4) e John (Thunderbird 5). I nomi Scott, Virgil, Alan, Gordon e John sono un omaggio agli astronauti Scott Carpenter, Virgil Grissom, Alan Shepard, Gordon Cooper e John Glenn. L'organizzazione, nata dopo che Tracy perse la moglie Lucille in un tragico incidente, ha sede in un'imprecisata isola del Pacifico del sud; ad aiutare l'ex astronauta ad approntare i mezzi di soccorso c'è Brains, genio dell'elettronica. Benché International Rescue presti soccorso alle vittime di disastri naturali, spesso l'organizzazione si trova a che fare con incidenti causati da sabotaggio. Un nemico dell'organizzazione, innominato nella serie ma noto come The Hood, di tanto in tanto provoca incidenti allo scopo di far venire allo scoperto i Thunderbirds e spiarli o, addirittura, rubarli.
A dar la caccia a The Hood e ad altri nemici dell'organizzazione, c'è l'agente di International Rescue a Londra, Lady Penelope Creighton-Ward, regina del jet-set internazionale (la cui voce originale è di Sylvia Anderson), e il suo autista maggiordomo Aloysius “Nosey” (“ficcanaso”) Parker: essi vanno in giro su una Rolls Royce rosa shocking chiamata FAB 1, equipaggiata con gadget in stile James Bond (la Rolls-Royce diede effettivamente l'autorizzazione a riprodurre la griglia del radiatore nei primi piani dell'automobile) e, nei casi in cui ci si sposti via mare, su uno yacht chiamato FAB 2.

## Episodi
| Stagione         | Episodi | Prima TV originale | Prima TV Italia | azienda                |
| ---------------- | ------- | ------------------ | --------------- | ---------------------- |
| Prima stagione   | 26      | 1965-1966          | 1974            | AP Films               |
| Seconda stagione | 6       | 1966               | 2003            | Century 21 Productions |

## Personaggi e interpreti

### I piloti
I piloti dei Thunderbird vestono un'uniforme azzurra girocollo, pantaloni, bustina e stivali. Ogni pilota è identificato da una bandoliera di diverso colore, la quale funge anche da fondina:
- Scott: bandoliera celeste
- Virgil: bandoliera giallo scura
- Alan: bandoliera bianca
- Gordon: bandoliera arancio chiara
- John: bandoliera violetta

### Altri personaggi
- Lady Penelope

## Mezzi
I cinque Thunderbirds sono:
- Thunderbird 1: missile ipersonico con ala a geometria variabile, usato per accesso veloce e ricognizioni volanti. È lungo 35 metri, la sua apertura alare è di 24 metri, e la velocità massima raggiungibile è Mach 12,6.
- Thunderbird 2: aeroplano supersonico di grossa taglia, usato per il trasporto di mezzi di soccorso. Lungo 76 metri, alto 18, apertura alare di 55 metri, e velocità massima di Mach 4,1.
- Thunderbird 3: astronave riutilizzabile, idonea al soccorso spaziale e alla manutenzione del Thunderbird 5. Lungo 87 metri, largo 7, larghezza massima inclusi i reattori 24 metri, velocità massima Mach 5,86.
- Thunderbird 4: sottomarino per soccorso sottomarino. È normalmente trasportato dal Thunderbird 2, ma è autosufficiente. Lungo 9 metri, largo 3.
- Thunderbird 5: stazione spaziale orbitante, che ha il compito sia di scandire l'etere per ricevere eventuali richieste radio di soccorso, che di mantenere le comunicazioni con l'organizzazione. Lunga 122 metri, larga 90 e alta 83 metri.

## Distribuzione
La serie è stata trasmessa nel Regno Unito tra il 1964 e il 1965, mentre nel resto d'Europa fu trasmessa negli anni settanta. In Italia a partire dal 1975 dalla RAI.
Le repliche della serie sono state trasmesse dalla BBC nel Regno Unito e da RTÉ Two in Irlanda. Thunderbirds è molto popolare anche in Giappone, paese che vide la serie per la prima volta nel 1966 sul canale NHK. Versioni uncut (non tagliate) e rimasterizzate della serie vanno in onda su canali satellitari britannici, statunitensi, australiani.
In Italia è andata in onda anche su canali quali Canal Jimmy, Steel e Fox Retro, in doppio audio (inglese e italiano) col primo doppiaggio italiano, con le scene tagliate ai tempi per fare spazio alla pubblicità ripristinate con l'utilizzo dei sottotitoli. Esiste un secondo doppiaggio della serie, commissionato da Mediaset, che è stato eseguito a Milano presso la Deneb Film, e diretto da Guido Rutta. Esso è stato trasmesso su Italia 7 nel 1993, per poi essere riproposto a gennaio 2003 su Italia 1 in terza serata.

## Opere derivate

### Cinema
- Thunderbirds: i cavalieri dello spazio (Thunderbirds Are Go), regia di David Lane (1966)
- Thunderbirds 6, regia di David Lane (1968)
- Thunderbirds, regia di Jonathan Frakes (2004)

### Televisione
- Thunderbirds Are Go - serie animata (2015-2020)

### Videogiochi
Videogiochi sui Thunderbirds pubblicati con licenza ufficiale:
- Thunderbirds (1985) per Commodore 64 e ZX Spectrum, della Firebird
- Thunderbirds (1989) per Amiga, Amstrad CPC, Atari ST, Commodore 64, MSX e ZX Spectrum, della Grandslam
- Thunderbirds (1990) per Nintendo Entertainment System, della Pack-In-Video
- Gerry Anderson's Thunderbirds: Kokusai Kyuujotai Juudou Seyo!! (1993) per Super Nintendo, della Cobra Team
- Thunderbirds (2000) per Game Boy Advance, della SCi
- Thunderbirds: International Rescue (2001) per Game Boy Advance, della SCi
- Thunderbirds: F.A.B. Action Pack (2001) per Windows, della SCi
- Thunderbirds: Vault of Doom (2002) per Windows, della Europress Software
- Thunderbirds (2004) per Game Boy Advance, della Vivendi Universal Games
- Thunderbirds (2007) per PlayStation 2, della Blast Entertainment

## Influenza culturale
- Nel 1991 Gerry Anderson diresse il videoclip del brano dei Dire Straits Calling Elvis. Nel video appaiono i veicoli usati nella serie Thunderbirds e anche alcune marionette, principalmente quella di Jeff Tracy.
- Matt Stone e Trey Parker, i creatori di South Park produssero nel 2004 il film Team America: World Police. Il tema del film è ironico e trae ispirazione in forma parodistica dai temi trattati in Thunderbirds, cui peraltro il film rende tributo.
- Lo sviluppatore di Nintendo, Shigeru Miyamoto, rivelò di aver creato il franchise videoludico di Star Fox ispirandosi a Thunderbirds[3]